# باگینگتس
باگینگتس (به لهستانی:  Bagieniec) یک روستا در لهستان است که در گمینا یاووژنا شلانسکا واقع شده‌است.